# Pharos (krater)
Pharos är en krater på Neptunus måne Proteus. Kratern är ungefär 255 kilometer i diameter och bildades troligen av ett stort nedslag under dess barndom. Det är den enda namngivna strukturen på Proteus och är namngiven efter Fyrtornet på Faros.